# Gare de Vanves - Malakoff
Ne doit pas être confondu avec Malakoff - Plateau de Vanves (métro de Paris).
La gare de Vanves - Malakoff est une gare ferroviaire française de la ligne de Paris-Montparnasse à Brest, située sur le territoire de la commune de Vanves, à proximité de Malakoff, dans le département des Hauts-de-Seine, en région Île-de-France.
C'est une gare de la Société nationale des chemins de fer français (SNCF) desservie par les trains de la ligne N du Transilien.

## Situation ferroviaire

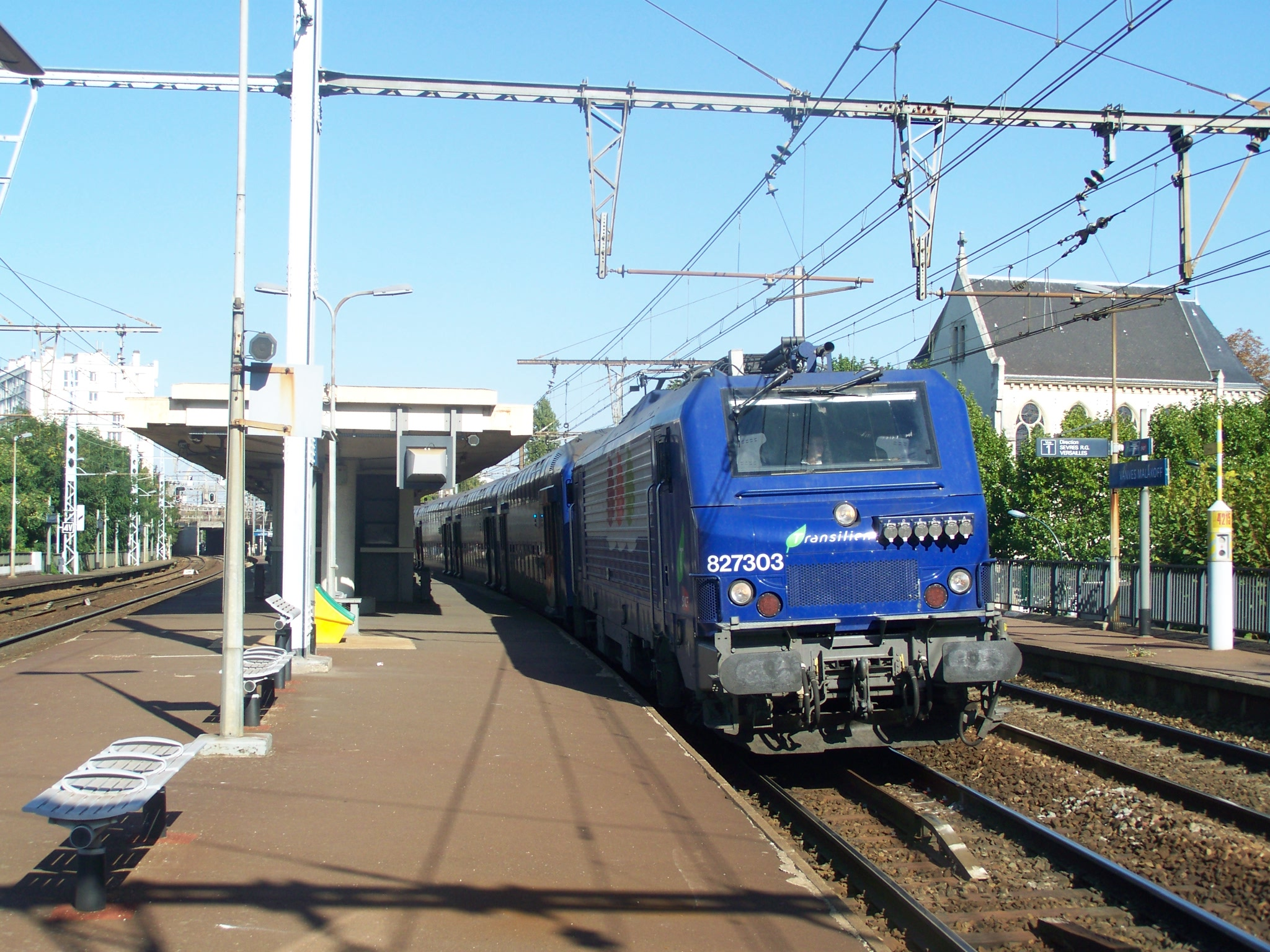
La BB 27303 à quai.

Établie à 72 mètres d'altitude, la gare de Vanves - Malakoff est située au point kilométrique (PK) 3,665 de la ligne de Paris-Montparnasse à Brest, entre les gares ouvertes de Paris-Montparnasse et de Clamart. Elle est séparée de celle de Paris-Montparnasse par la gare aujourd'hui fermée d'Ouest-Ceinture.

## Histoire

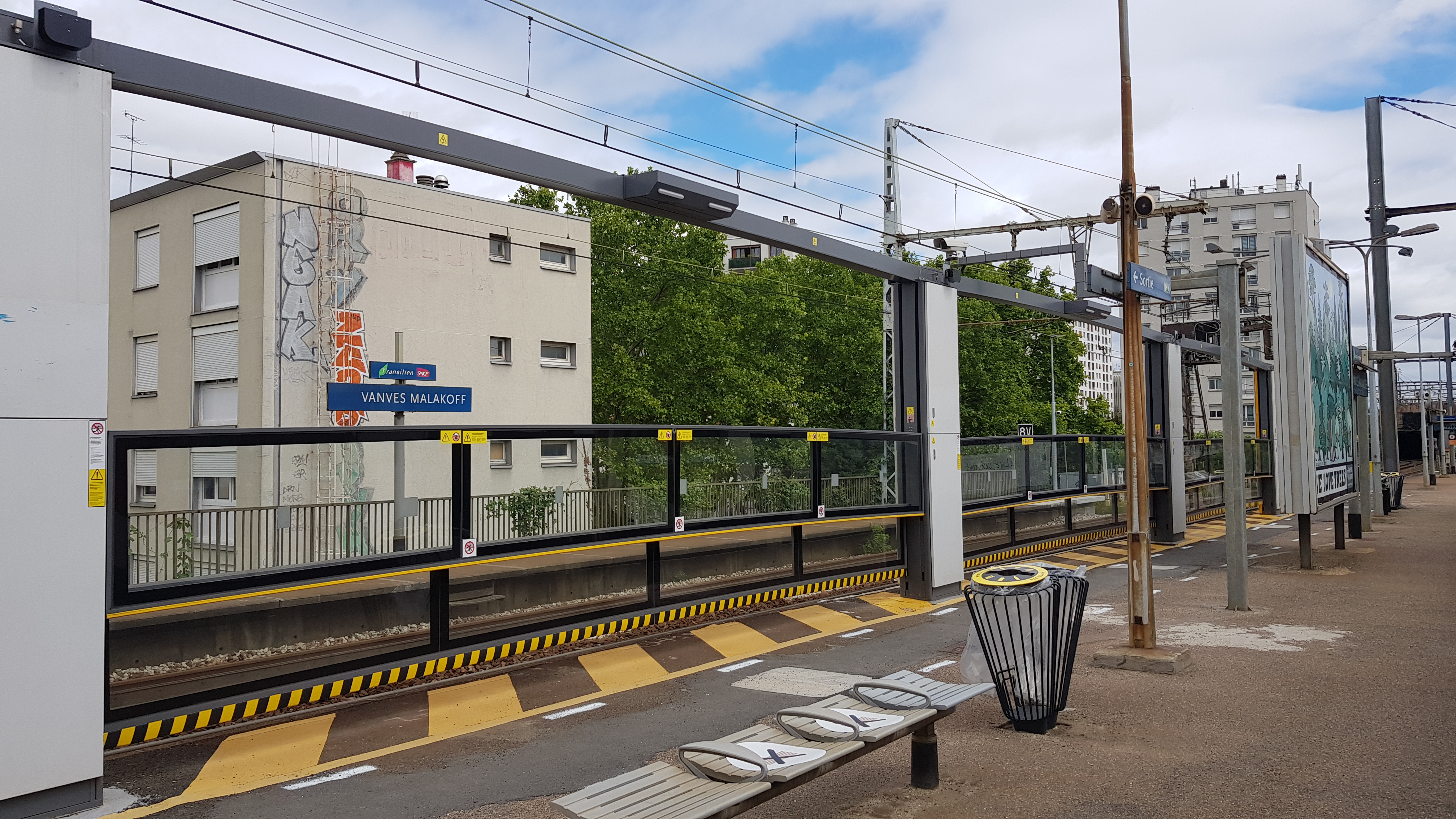
Les rideaux de quai en test sur le quai central, côté voie 2bis.

Elle est mise en service le 1er octobre 1883, plus de 40 ans après l'ouverture de la ligne entre la gare de Paris-Montparnasse et la gare de Versailles-Rive-Gauche en 1840.
Le bâtiment voyageurs de 1934 est un élément du patrimoine architectural ferroviaire du XXe siècle, recensé en tant que tel.
En mars 2018, la SNCF installe à titre de test des rideaux de quai à ouverture verticale, une première sur un système ferroviaire lourd. Cette technique permet de s'affranchir de la marge d'erreur à l'arrêt plus grande que sur les métros. Installés en 2018, ils sont mis en service le 30 juin 2020, et ont été déposés en février 2021, sept mois après.

## Fréquentation
De 2015 à 2023, selon les estimations de la SNCF, la fréquentation annuelle de la gare s'élève aux nombres indiqués dans le tableau ci-dessous.

| Année     | 2015      | 2016      | 2017      | 2018      | 2019      | 2020    | 2021    | 2022      | 2023      |
| --------- | --------- | --------- | --------- | --------- | --------- | ------- | ------- | --------- | --------- |
| Voyageurs | 1 409 674 | 1 410 456 | 1 403 674 | 1 374 446 | 1 345 635 | 662 473 | 868 690 | 1 111 472 | 1 460 684 |

## Service des voyageurs

### Accueil
Gare SNCF, elle dispose d'un bâtiment voyageurs avec guichet, d'automate Transilien, du système d'information sur les circulations des trains en temps réel et de boucles magnétiques pour personnes malentendantes.
Elle est équipée d'un quai central et de deux quais latéraux encadrant quatre voies. Les deux quais latéraux servent uniquement en cas de problèmes ou de travaux sur les voies. Le changement de quai se fait par un passage souterrain.

### Desserte

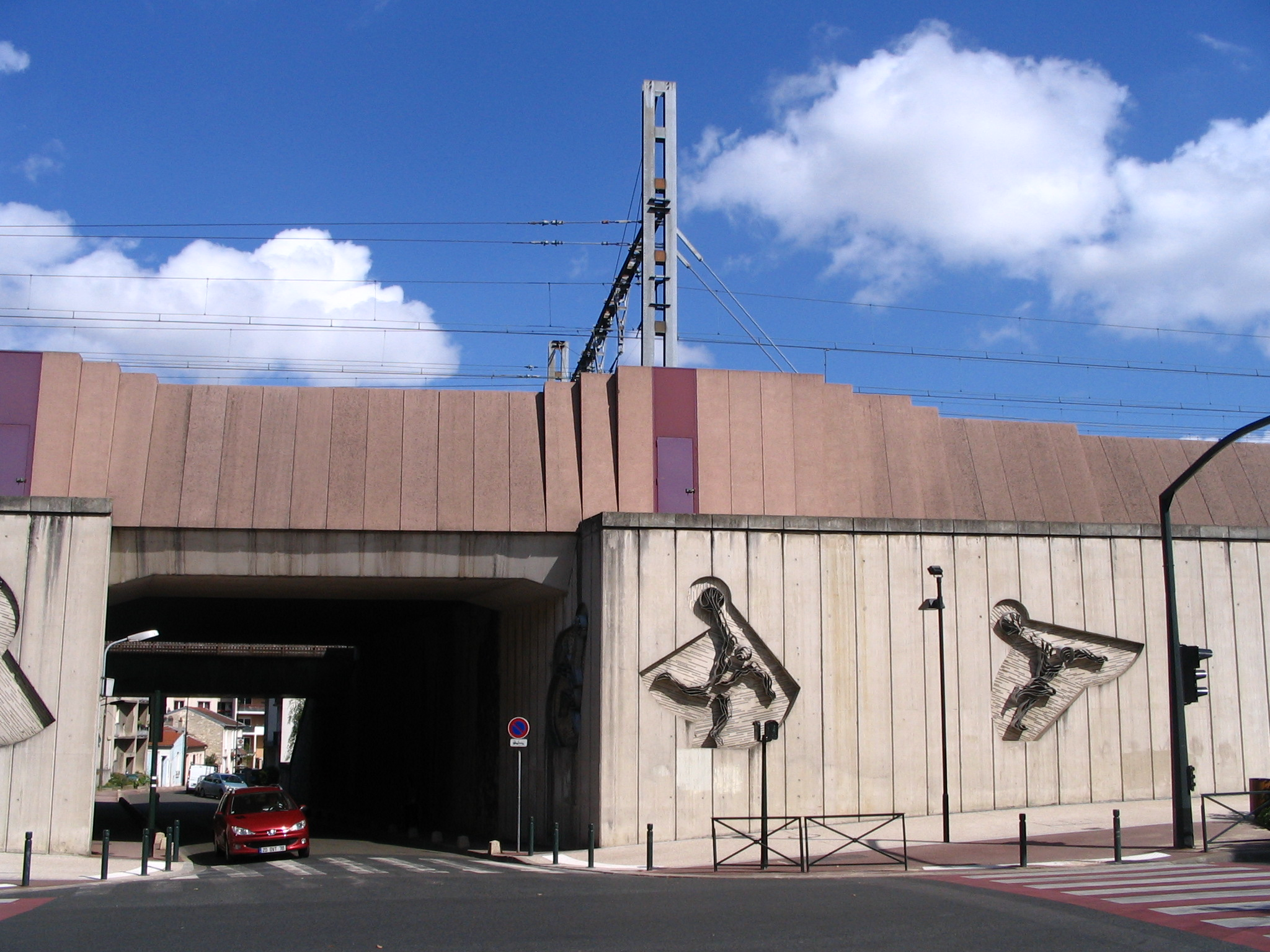
Le début de la LGV Atlantique.

En 2012, la gare est desservie par des trains de la ligne N du Transilien :
- aux heures de pointe, par la relation Paris-Montparnasse – Sèvres-Rive-Gauche, à raison d'un train toutes les 15 minutes[8].
- aux heures creuses, par les branches Paris - Rambouillet et Paris - Plaisir - Mantes-la-Jolie, à raison d'un train toutes les 15 minutes[8].

Le temps de trajet est d'environ 57 minutes depuis Rambouillet, 1 heure 19 minutes depuis Mantes-la-Jolie, 40 minutes depuis Plaisir - Grignon et 4 minutes depuis Paris-Montparnasse.
Malgré un temps de parcours imbattable pour atteindre Montparnasse, la gare est la moins fréquentée de la zone 2, avec seulement 1,3 million de voyageurs par an, à comparer avec les 15 millions de voyageurs annuels de La Plaine - Stade de France, ou les 11 millions de Clichy - Levallois, gares également situées en zone 2. Ceci s'explique par le faible niveau de desserte de la ligne N, avec seulement 4 trains par heure y compris en heure de pointe, et la proximité des stations de métro Plateau de Vanves et Rue Étienne Dolet (quelques centaines de mètres) qui bénéficient d'un niveau de desserte bien plus élevé.

### Intermodalité
La gare est desservie par les lignes 59, 89, 126 et 391 du réseau de bus RATP et par le service urbain L'Hirondelle du réseau de bus Vallée Sud Bus.
Un parking pour les vélos y est aménagé.